# Heerde

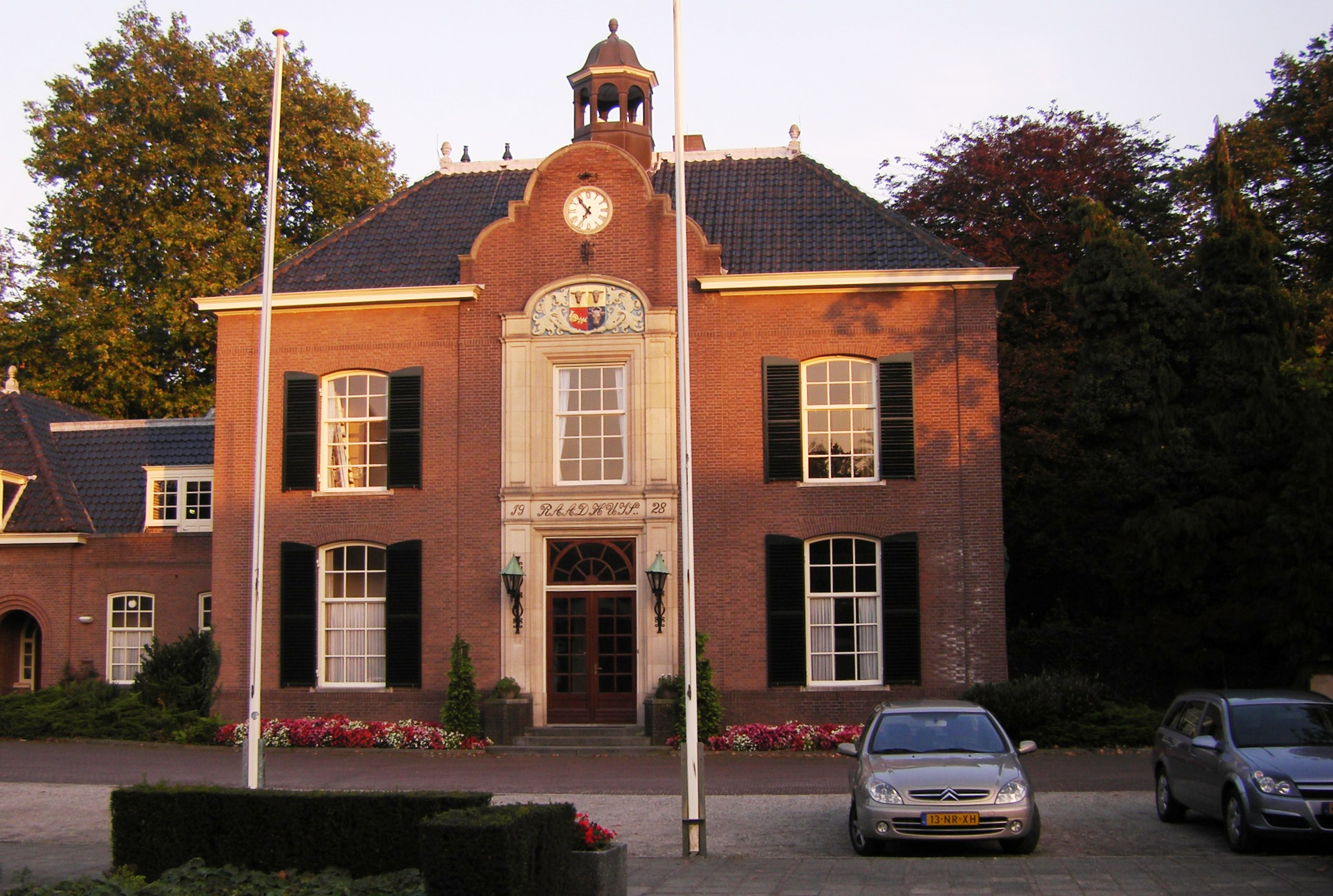
Stadshuset i Heerde.

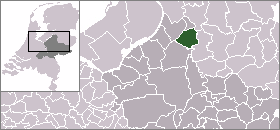
Heerdes läge

Heerde är en kommun i provinsen Gelderland i Nederländerna. Kommunens totala area är 80,39 km² (där 1,67 km² är vatten) och invånarantalet är på 18 244 invånare (2005).